# Petite section
Pour les articles homonymes, voir PS.
En France, la petite section de maternelle (également abréviée PS ou PS2) est la première classe de l'école maternelle (deuxième si l'enfant a été scolarisé à 2 ans). C'est la première année du cycle des apprentissages premiers.

## Programmes
Les élèves de PS bénéficient d'un enseignement multiple et complet de 26 heures hebdomadaires. Il n'y a pas d'horaires obligatoires à l'école maternelle, mais cinq grands domaines incontournables sont définis par les programmes
- Mobiliser le langage dans toutes ses dimensions (orales et écrites)
- Agir, s'exprimer, comprendre à travers l'activité physique
- Agir, s'exprimer, comprendre à travers les activités artistiques (productions visuelles, sonores et spectacle vivant)
- Acquérir les premiers outils mathématiques
- Explorer le monde